# Hunter Parrish
Hunter Parrish (Richmond, Virginia, 13 de mayo de 1987) es un actor y cantante estadounidense. Se le conoce por interpretar a Silas Botwin en  la serie de televisión Weeds creada por Showtime.

## Vida personal
Hunter Parrish nació en Richmond, Virginia y se crio en Plano, Texas. En el año 2007, se graduó en el Texas Tech University Independent School District. El 13 de septiembre de 2015 se casó con Kathryn Walh en el Flying Caballos Ranch en San Luis Obispo, California. Actualmente tiene una hija

## Carrera
Parrish ha aparecido en varias series de televisión entre las que destacan Weeds, CSI: Crime Scene Investigation, Close to Home, Law & Order: Special Victims Unit y Summerland. También participó en las películas Sleepover (2004) y RV (2006).
Entre 2005 y 2012 interpretó a Silas Botwin en Weeds, serie de televisión que tuvo ocho temporadas. 
Su papel de Ben Daniels en la película Freedom Writers (2007), quien es el único estudiante blanco en un instituto de California, ha sido alabado por el crítico Thomas Hibbs.
Desde 2008 hasta 2009 Parrish interpretó el papel principal de Melchior Gabor en el musical Spring Awakening, el cual ganó el premio Tony. Este musical estuvo en cartel hasta enero de 2009 y tuvo gran éxito entre la crítica.
También se puede ver a Parrish en un video de la página de Internet Funny or die, titulado «Cougar 101 with Hunter Parrish».
En el 2017 participa en el elenco de la 2ª temporada de la serie Quantico dando vida al hermano de Caleb Haans.

## Filmografía

### Cine
| Año  | Título             | Papel          | Notas |
| ---- | ------------------ | -------------- | ----- |
| 2004 | Sleepover          | Lance Greggory |       |
| 2005 | Steal Me           | Tucker         |       |
| 2005 | Premonition        | Charlie        |       |
| 2005 | Down in the Valley | Kris           |       |
| 2006 | RV                 | Earl Gornicke  |       |
| 2007 | Freedom Writers    | Ben Daniels    |       |
| 2009 | 17 otra vez        | Stan           |       |
| 2009 | It's Complicated   | Luke           |       |
| 2009 | Paper Man          | Bryce          |       |
| 2010 | The Space Between  | McDonough      |       |
| 2012 | Gone               | Trey           |       |
| 2014 | A Rising Tide      | Sam Rama       |       |
| 2014 | Still Alice        | Tom Howland    |       |
| 2016 | The Runaround      |                |       |
| 2020 | Ratched            | Father Andrews |       |

### Televisión
| Año       | Título                            | Papel          | Notas     |
| --------- | --------------------------------- | -------------- | --------- |
| 2003      | The Guardian                      | Hank           | Rol debut |
| 2005      | Summerland                        | Tracy Hart     |           |
| 2005      | CSI: Crime Scene Investigation    | Jeremy McBride |           |
| 2005—2012 | Weeds                             | Silas Botwin   | Principal |
| 2006      | In Justice                        | Kevin Rounder  |           |
| 2006      | Close to Home                     | Jay Stratton   |           |
| 2006      | Campus Ladies                     | Estudiante     |           |
| 2007      | Law & Order: Special Victims Unit | Jordan Owens   |           |
| 2013      | The Good Wife                     | Jeffrey Grant  |           |
| 2015      | The Following                     | Kyle           |           |
| 2015      | Hand of God                       | Josh Miller    |           |
| 2016      | Good Girls Revolt                 | Douglas Rhodes |           |
| 2016      | Quantico                          | Clay Hass      |           |

## Discografía
En 2012 Parrish grabó su primer EP llamado Guessing Games, con seis canciones. El primer sencillo del EP, «Sitting At Home», fue lanzado en iTunes el 7 de junio de 2012 y el EP fue lanzado el 26 de junio del mismo año.

### EP "Guessing Games"
| N.º | Título            | Escritor(es)   | Duración |  |
| 1.  | «Oh Mother»       | Hunter Parrish | 4:02     |  |
| 2.  | «Down So Low»     | Hunter Parrish | 4:07     |  |
| 3.  | «Sitting At Home» | Hunter Parrish | 2:51     |  |
| 4.  | «Easy»            | Hunter Parrish | 3:02     |  |
| 5.  | «Guessing Games»  | Hunter Parrish | 3:15     |  |
| 6.  | «Heart of Stone»  | Hunter Parrish | 3:42     |  |